# Батлер, Ричард, 17-й виконт Монтгаррет
Ричард Генри Пирс Батлер, 17-й виконт Маунтгаррет (англ. Richard Henry Piers Butler, 17th Viscount Mountgarret; 8 ноября 1936 — 7 февраля 2004) — британский военный, землевладелец и потомственный пэр.

## Ранний период жизни
Батлер родился 8 ноября 1936 года в Нэрсборо, Норт-Йоркшир. Единственный сын Пирса Батлера, 16-го виконта Маунтгаррета (1903—1966), и Эглантины Кристи (род. 1908). Он получил образование в Итонском колледже и Королевской военной академии в Сандхерсте.

## Карьера
В 1957 году он был призван в Ирландскую гвардию, а в 1964 году вышел в отставку в звании капитана.
2 августа 1966 года после смерти своего отца Ричард Батлер унаследовал титулы 17-го виконта Маунтгаррета в графстве Уэксфорд (Пэрство Ирландии) и 4-го барона Маунтгаррета из Нидд-Холла в Уэст-Райдинге, графство Йоркшир (Пэрство Соединённого королевства), став членом Палаты лордов Великобритании.
Президент Йоркширского крикетного клуба с 1984 по 1989 год. По словам его некролога в Guardian, клуб был «змеиным логовом соперничающих эго, клуб был разорван из-за роли Джеффри Бойкотта, и потребовалась большая и совершенно непримиримая личность Маунтгаррета, чтобы снова объединить членов».
В середине 1960-х годов он переехал в поместье площадью 2000 акров (8,1 км2) в Саут-Стейнли, недалеко от Рипона, после продажи своего семейного дома Нидд-Холл.
В 1997 году после смерти Чарльза Батлера, 7-го маркиза Ормонда (1899—1997), виконт Маунтгаррет стал наиболее вероятным наследником титулов графа Ормонда и графа Оссори, что сделало его главным Батлером и главой Батлеров в Ирландии, но поскольку он не предъявлял никаких претензий на эти ирландские пэры, они стали недействительными.
Будучи членом Палаты лордов до 1999 года, он призывал к возвращению розг, казни посредством смертельной инъекции и кастрации насильников.

## Браки и дети
Лорд Маунтгаррет был женат трижды. 20 мая 1960 года его первой женой была Джиллиан Маргарет Бакли, дочь Сирила Фрэнсиса Стюарта Бакли и Одри Берместер, с которой он развелся в 1970 году. Дети от первого брака:
- Пирс Джеймс Ричард Батлер, 18-й виконт Маунтгаррет (род. 15 апреля 1961)[1], старший сын и преемник отца. В 1995—2000 годах он был женат на Лоре Браун Гэри Уильямс, от которой у него было две дочери. В 2006 году он женился во второй раз на Фенелле Фокус, от которой у него было двое детей.
- Достопочтенный Эдмунд Генри Ричард Батлер (род. 1 сентября 1962)[1], в 1988—1989 годах он был женат на Аделле Ллойд, от брака с которой у него был одна дочь
- Достопочтенная Генриетта Элизабет Александра Батлер (род. 4 ноября 1964)[1], в 1991 году она вышла замуж за Роберта Клюэра

29 апреля 1970 года лорд Маунтгаррет женился вторым браком на Дженнифер Сьюзан Уиллс (род. 25 мая 1937), представительнице табачной семьи Уиллс, дочери капитана Уолтера Дугласа Мелвилла Уиллса и Памелы Вайолет Тудвей. Супруги не имели детей и развелись в 1983 году.
25 мая 1983 года он женился в третий раз на Анджеле Рут Портер, старшей дочери майора Томаса Портера. Третий брак также был бездетным.

## Смерть
Лорд Маунтгаррет был найден мертвым за рулем своего автомобиля недалеко от Рипли, Норт-Йоркшир, в феврале 2004 года в возрасте 67 лет. Ему наследовал его старший сын от первого брака, Пирс Джеймс Ричард Батлер.